# Pristipomoides freemani
Pristipomoides freemani és una espècie de peix de la família dels lutjànids i de l'ordre dels perciformes.
Els mascles poden assolir 23,3 cm de longitud total. És un peix marí de clima tropical que viu entre 50-220 m de fondària des del sud-est dels Estats Units fins a l'Uruguai.